# Aston Sandford
Aston Sandford es un pueblo y una parroquia civil del distrito de Aylesbury Vale, en el condado de Buckinghamshire (Inglaterra). Según el censo de 2001, Aston Sandford estaba habitado por 50 personas en 20 viviendas.